# 天啓 (元法僧)
天啓（てんけい）は、南北朝時代の北魏で徐州刺史の元法僧が建てた私年号。525年。

## 西暦との対照表
| 天啓 | 元年  |
| 西暦 | 525年 |
| 干支 | 乙巳  |